# شهرستان بیفیلد (ویسکانسین)
شهرستان بیفیلد، ویسکانسین (به انگلیسی: Bayfield County, Wisconsin) یک سکونتگاه مسکونی در ایالات متحده آمریکا است که در ویسکانسین واقع شده‌است.

## خصوصیات
شهرستان بیفیلد ۵٬۲۸۸٫۷۹ کیلومترمربع مساحت دارد.